# Jürgen Macho
Jürgen Macho est un footballeur autrichien né le 24 août 1977 à Vienne. Il évolue au poste de gardien de but.

## Carrière
| Années         | Club               | Pays       | Matchs | Buts |
| -------------- | ------------------ | ---------- | ------ | ---- |
| 1997-2000      | First Vienna FC    | Autriche   | 19     | 0    |
| 2000-2003      | Sunderland         | Angleterre | 27     | 0    |
| 2003-2004      | Chelsea            | Angleterre | 0      | 0    |
| 2004-déc. 2004 | Rapid Vienne       | Autriche   | 11     | 0    |
| jan. 2005-2007 | FC Kaiserslautern  | Allemagne  | 57     | 0    |
| 2007-2009      | AEK Athènes        | Grèce      | 25     | 0    |
| nov. 2009-2010 | LASK Linz          | Autriche   | 13     | 0    |
| 2010-2012      | Panionios          | Grèce      | 28     | 0    |
| jan. 2013-     | Trenkwalder Admira | Autriche   |        |      |

## Sélections
- 26 sélections et 0 but avec l'Équipe d'Autriche de football depuis 2002.